# Comédie de Genève
La Comédie de Genève, fondée par Ernest Fournier en 1913, est un théâtre situé à Genève en Suisse. Après avoir siégé dans le quartier de Plainpalais pendant plus d'un siècle, l'institution a déménagé en 2021 dans un théâtre flambant neuf au cœur du quartier des Eaux-Vives. 

## Description
La Comédie de Genève est la plus ancienne institution genevoise consacrée à l’art dramatique. D'abord construite par l’architecte genevois Henry Baudin dans le quartier de Plainpalais, elle a été inaugurée le 24 janvier 1913 par son directeur Ernest Fournier. 
108 ans plus tard, c’est aux Eaux-Vives, sur le site de la gare de Genève-Eaux-Vives (ligne CEVA), qu’un nouveau bâtiment est érigé par FRES architectes pour accueillir l'institution. Le chantier commence en 2016 et se termine en janvier 2021. La nouvelle Comédie de Genève comprend deux salles de spectacle, dont une salle frontale de 500 places et une salle modulable de 200 places, ainsi que des ateliers de fabrication de décors et de costumes, et deux salles de répétition. 
La Comédie de Genève a pour ambition de devenir un lieu de vie accessible à tous avec une programmation pluridisciplinaire (théâtre, danse, cirque d’auteur, etc). De grands metteurs en scène internationaux sont invités à créer des spectacles avec des talents locaux. 

## Longue marche vers un nouveau théâtre

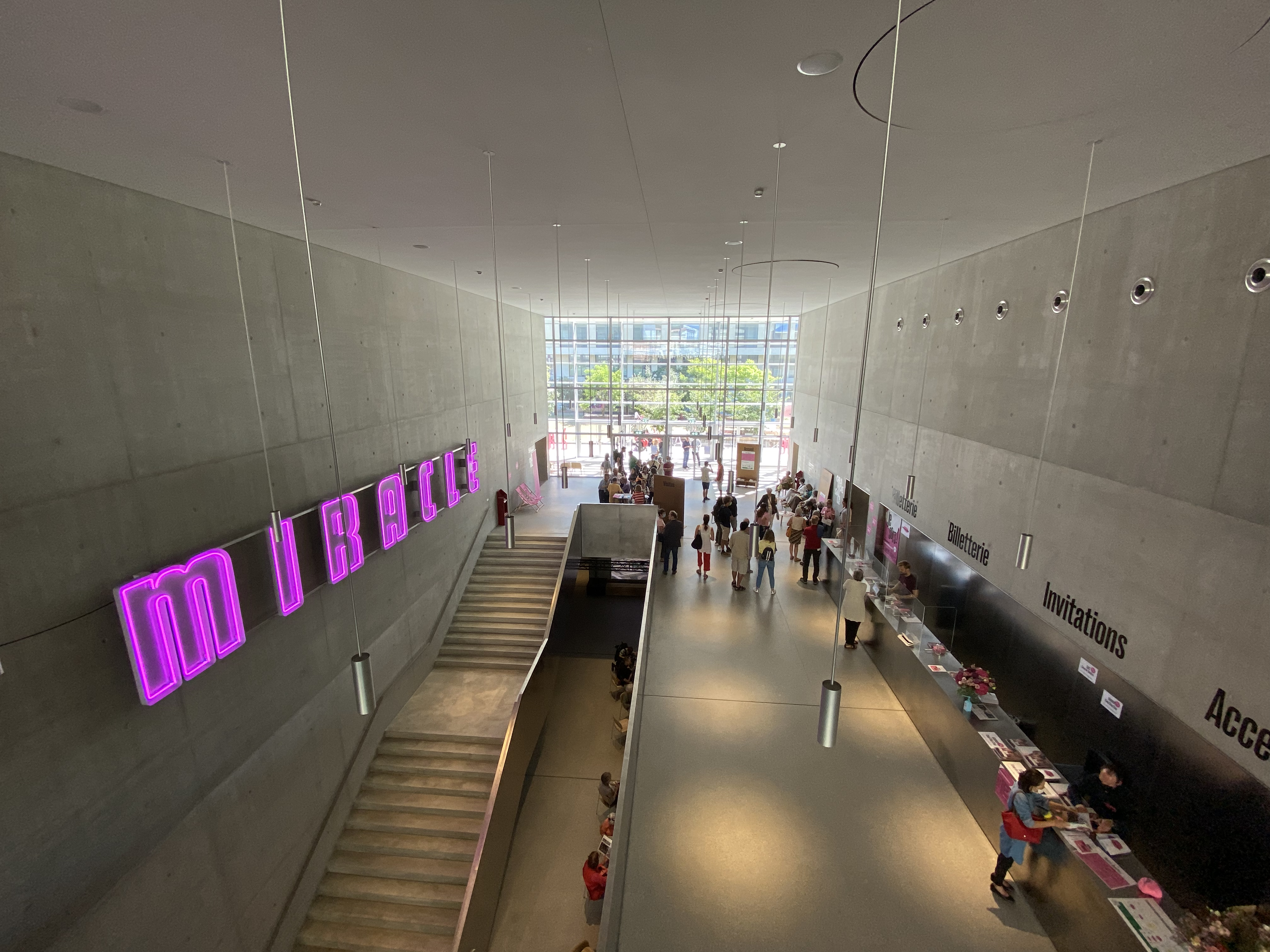
Le nouveau foyer de la Comédie de Genève aux Eaux-Vives.

En 1987, le metteur en scène Matthias Langhoff, pressenti par les autorités genevoises pour diriger la Comédie de Genève à la suite de Benno Besson, met sur le papier ce qu’il attend d’un théâtre de son temps. Ce sont ses réflexions qui constituent le Rapport Langhoff (Éditions Zoé), dans lequel Matthias Langhoff dresse un portrait peu flatteur tant de l’état que de la conception du bâtiment, et fait des propositions révolutionnaires pour doter Genève d’un théâtre de niveau européen. Effrayant les autorités de l’époque, ce rapport restera sans réponse.
Il faudra attendre l’arrivée d'Anne Bisang à la tête de l’institution en 1999, pour que celle-ci, avec le soutien de son chef technique, mette un terme aux divers projets de transformation du théâtre en indiquant que seule la construction d’un nouveau théâtre peut répondre aux besoins.
Ainsi, un collectif de professionnels des arts de la scène (comédiens, metteurs en scène, scénographes, éclairagistes, etc.) se regroupent en 2000 pour créer l’Association pour une nouvelle Comédie (ANC). Dès lors, c’est elle qui porte le projet et convainc les autorités municipales. En janvier 2009, la Ville de Genève lance un concours d’architecture, remporté par le Bureau parisien FRES architectes. Après 4 ans de travaux, c’est en janvier 2021 que le duo Natacha Koutchoumov et Denis Maillefer ainsi que leur équipe emménagent dans le nouveau bâtiment aux Eaux-Vives. C’est l’aboutissement d’un rêve commencé 34 ans plus tôt.[non neutre]

## Historique

### Naissance 1913-1937
Formé à Paris par un sociétaire de la Comédie-Française, Ernest Fournier a 34 ans lorsqu'il fonde la troupe dramatique de « La Comédie » qui jouera dès décembre 1909 à la salle communale de Plainpalais (actuellement Théâtre Pitoëff),. 
L’accueil obtenu et le soutien financier du « Mouvement pour l’Art social » l’incitent dès 1911 à faire construire son propre théâtre : le bâtiment actuel de la Comédie de Genève, Boulevard des Philosophes 6, inauguré le 24 janvier 1913 dans le quartier de Plainpalais (à l'époque commune de Plainpalais),,,.
À la suite de la crise de 1929, l’équilibre financier de la Comédie de Genève perd de l'altitude. Ernest Fournier écoule ses moyens, sa santé, et meurt en décembre 1937,,.

### 1939-1959
Le comédien français Maurice Jacquelin prend la direction de la Comédie de Genève. 
Durant les années de guerre, la Comédie de Genève s'est davantage ouverte aux auteurs locaux, un phénomène qui se poursuivra jusqu'à la fin des années 1940.
En 1945, c'est à la Comédie de Genève que Giorgio Strehler, alors jeune réfugié italien, signe ses deux premières mises en scène, Meurtre dans la Cathédrale de T.S. Eliot et la création mondiale de Caligula de Camus.
En 1947, pour éviter la faillite de l’entreprise encore en mains privées, la Ville de Genève rachète le bâtiment,.

### 1959-1974
Élève de Fournier pour la diction, André Talmès revient à la Comédie. De retour à Genève, il est choisi par la Ville pour succéder à Jacquelin ,.

### 1974-1982
En 1979, le théâtre connaît une grave crise financière. C'est la constitution de la Fondation d'Art Dramatique (FAD), qui va permettre à la Comédie de Genève de redresser la barre. Richard Vachoux sera reconduit à son poste de directeur jusqu'en 1982,.

### 1982-1989
C'est lors de ces années et avec cette première réalisation (L'Oiseau vert d'après Carlo Gozzi) que la Comédie de Genève dirigée par Benno Besson gagne un public important. Le spectacle sera repris durant plusieurs saisons en Europe et au Canada. Ces faits ont donné un élan à la Comédie et l'image d'une Genève à l'actualité de la production théâtrale européenne,.

### 1989-1999
Le comédien Claude Stratz devient directeur de la Comédie de Genève jusqu'en 1999,.

### 1999-2011
Première femme à occuper ce poste, Anne Bisang, visant à renforcer les liens entre artistes et spectateurs, fit installer une librairie, un restaurant et une galerie au sein de la Comédie de Genève,.

### 2011-2017
La Comédie de Genève est dirigée du 1er juillet 2011 au 30 juin 2017 par le metteur en scène Hervé Loichemol,.

### 2017-2023
Natacha Koutchoumov et Denis Maillefer codirigent la Comédie de Genève depuis le 1er juillet 2017. Ils ont été chargés d'assurer le déménagement de l'institution aux Eaux-Vives et d'en créer la programmation.
Dès 2023, Séverine Chavrier, directrice du Centre dramatique national d’Orléans-Val de Loire prend la direction de la Comédie de Genève .

## Direction
- 1913 à 1937 : Ernest Fournier
- 1939 à 1959 : Maurice Jacquelin
- 1959 à 1974 : André Talmès
- 1974 à 1982 : Richard Vachoux
- 1982 à 1989 : Benno Besson
- 1989 à 1999 : Claude Stratz
- 1999 à 2011 : Anne Bisang
- 2011 à 2017 : Hervé Loichemol
- 2017 à 2023 : Natacha Koutchoumov et Denis Maillefer
- Depuis 2023 : Séverine Chavrier

## Administrateurs
- 1938 à 1977 : Albert Dupont-Willemin[23]

## Personnalités s'étant produites à La Comédie de Genève
Alain Françon, Claude Régy, Emma Dante, Fanny Ardant, Galin Stoev, Isabelle Pousseur, Krzysztof Warlikowski, Matthias Langhoff, Michael Delaunoy, Nicolas Stemann, Olivier Py, Peter Brook, Romeo Castellucci, Stuart Seide, Wajdi Mouawad, William Kentridge, Yvette Théraulaz, Isabelle Huppert, Coline Serreau,,,Charles Joris.

### Archives
- Fonds : La Comédie de Genève (1928-2014) [Documents textuels et audiovisuels, photographies, affiches ; 35 ml].  Cote : CH-001140-3 COGE. Genève : Archives de la ville de Genève (présentation en ligne).